# Lynx pardinus
El lince ibérico (Lynx pardinus) es una especie de mamífero carnívoro de la familia Felidae, endémico de la península ibérica, conocido internacionalmente por su recuperación tras haber estado en peligro crítico de extinción a principios del siglo XXI. Actualmente se considera especie vulnerable.
En 2002 tan solo se pudieron contar noventa y cuatro individuos, de los cuales cincuenta y ocho adultos y apenas veintisiete hembras en situación reproductiva, repartidos en dos poblaciones, en Andalucía, aisladas entre sí. Tras numerosos esfuerzos de conservación y recuperación, en 2013 se calculó algo más de trescientos individuos en aumento, más otra en los Montes de Toledo de unos quince individuos y por ello escasamente viable, lo que lo convertía en la especie de felino más amenazada del mundo.
En el año 2023 se estimó una población de 1668 ejemplares en libertad distribuidos principalmente en España por Andalucía (en los parques de Doñana, Sierra de Andújar, Sierra de Cardeña y Montoro y Sierra de Cazorla), Castilla-La Mancha (en los Montes de Toledo) y por Extremadura y en Portugal, en el parque natural del Valle del Guadiana.

## Descripción

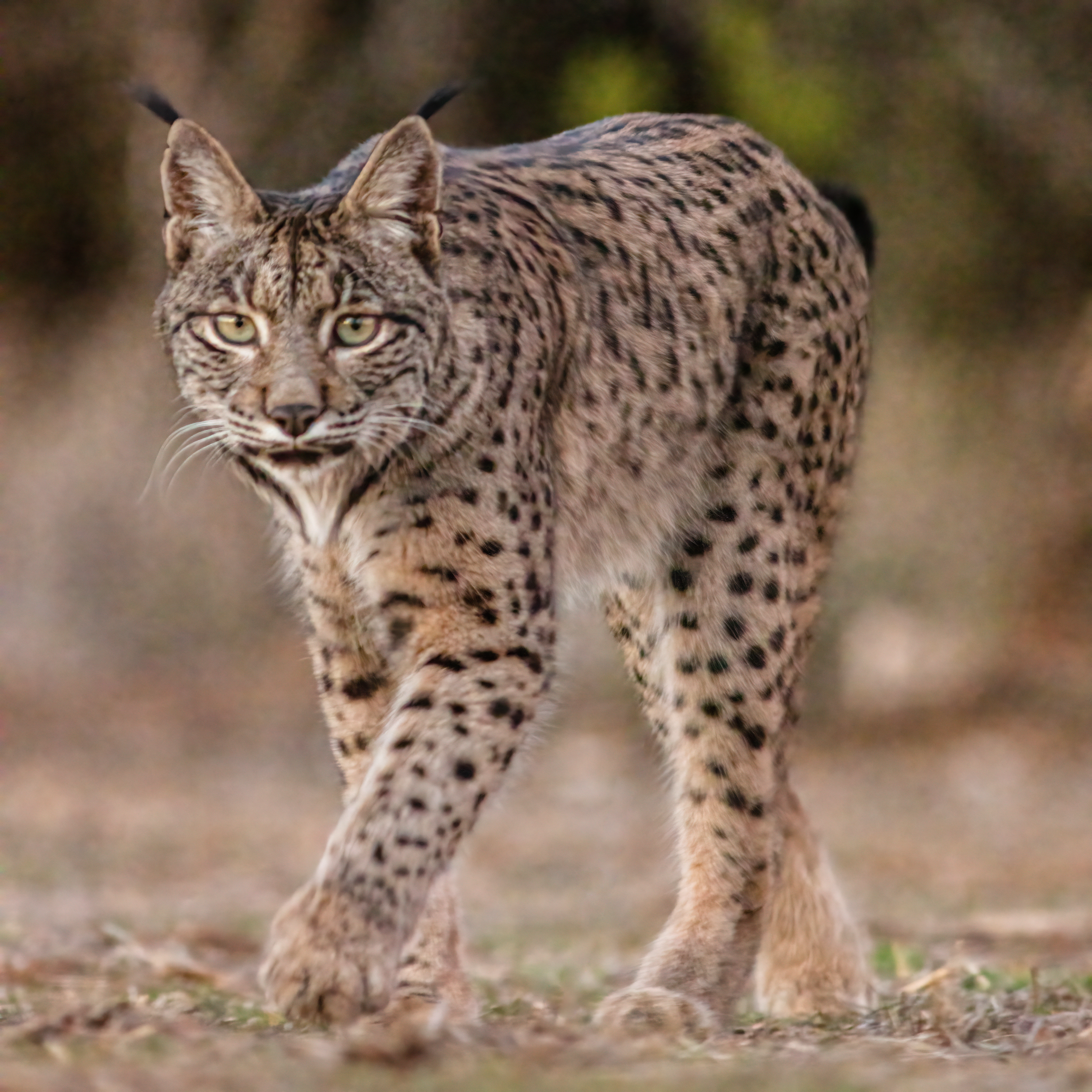
Ejemplar en Ciudad Real.

Es un felino de aspecto grácil, con patas largas y una cola corta con una borla negra en el extremo que suele mantener erguida batiéndola en momentos de peligro o excitación. Sus características orejas puntiagudas están terminadas en un pincel de pelos negros rígidos que favorece su camuflaje al descomponer la redonda silueta de su cabeza.
También son características las patillas que cuelgan de sus mejillas. Aparecen a partir del año de vida, cuando apenas cuelgan por debajo de la barbilla y aumentan de tamaño con la edad. Los machos tienen las patillas y los pinceles negros y más largos que las hembras.
Su fórmula dentaria es 3/3, 1/1, 2/2, 1/1 = 28.
Su coloración varía de pardo a grisáceo con los flancos moteados de negro.
Existen tres patrones de pelaje:
- Mota fina: con numerosas manchas de pequeño tamaño y repartidas uniformemente y de manera densa, que tienden a concentrarse en los flancos laterales.
- Mota gruesa A: las manchas son de mayor tamaño y tienen cierta tendencia a disponerse en líneas, apareciendo dos o más parejas de motas de mayor tamaño a nivel de los hombros.
- Mota gruesa B: las motas son del mismo tamaño que en la mota gruesa A, pero no se aprecia ninguna ordenación específica ni las manchas de los hombros.

Es un lince de pequeño tamaño. Pesa aproximadamente la mitad que el lince boreal o euroasiático (Lynx lynx). Los machos adultos pesan un promedio de 12,8 kg y las hembras sobre 9,3 kg, llegando a pesar los machos hasta 20 kg. Ambas son distintas especies, simpátricas en Europa Central durante el Pleistoceno. La época de la separación se estima que ocurrió mucho antes que la separación de los linces eurasiáticos y el lince canadiense (Lynx canadensis). Se considera que los linces eurasiáticos e ibéricos comparten como antecesor a Lynx issiodorensis, el ibérico en Europa y el lince eurasiático (que más tarde dio lugar al lince de Canadá) en China. Aunque las áreas de distribución del eurasiático y del lince ibérico nunca se solaparon mucho, y han llegado a estar esencialmente separados en épocas recientes, los dos linces pudieron coexistir hasta finales del siglo XIX en los Pirineos y quizá en la costa norte de España. Las crías nacen unos 70 días después del apareamiento.

## Distribución

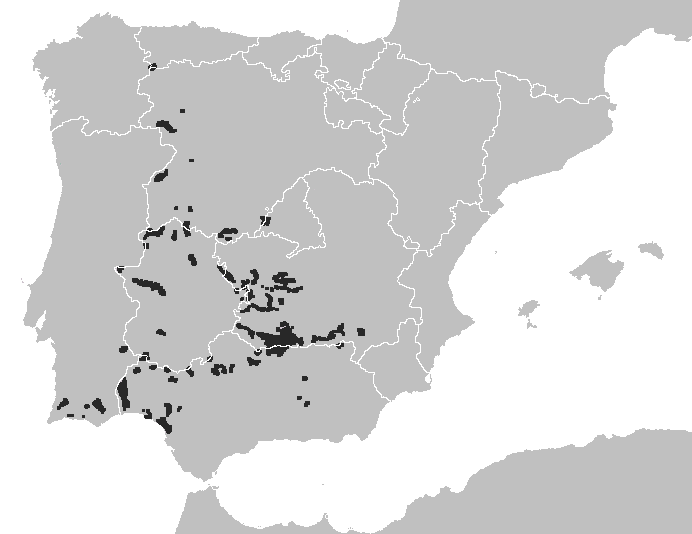
Distribución hacia 1980 del lince ibérico.

En el año 2006 los únicos núcleos con presencia de reproducción segura de la especie se limitaban a Sierra Morena, en concreto el parque natural de la Sierra de Andújar (que es la principal población de lince ibérico que hay en el mundo), el parque natural de la Sierra de Cardeña y Montoro, y el parque nacional y natural de Doñana y su entorno. Podría haber poblaciones muy reducidas en otras comarcas, con datos de presencia reciente en el suroeste de Madrid, Montes de Toledo, sureste de Ciudad Real y en la sierra de Alcaraz, donde se han localizado al menos quince ejemplares distintos mediante fototrampeo: tres hembras adultas, dos machos adultos, cuatro subadultos —dos machos y dos hembras— y seis cachorros. Y algunas otras confirmadas como en Sierra Mágina (Pegalajar, La Guardia, Mancha Real), como atestiguan las capturas de fototrampeo e informes de atropellamientos
Tras décadas de investigación para su cría en cautividad y reintroducción en el medio natural financiado mediante fondos a cargo del Programa LIFE europeo, el censo realizado en 2018 estimó un incremento de la población de lince ibérico en casi setecientos ejemplares distribuidos en una superficie era de 3064 km² repartidos por Andalucía, Extremadura, Castilla-La Mancha y el sur de Portugal.
En 2024 se publicó el Censo Lince 2023 que, en toda su área de distribución ibérica, arrojó la cifra de 2021 ejemplares, repartidos entre España, con 1730 (85,6%), y Portugal, con 291 individuos (14,4%).

### Poblaciones

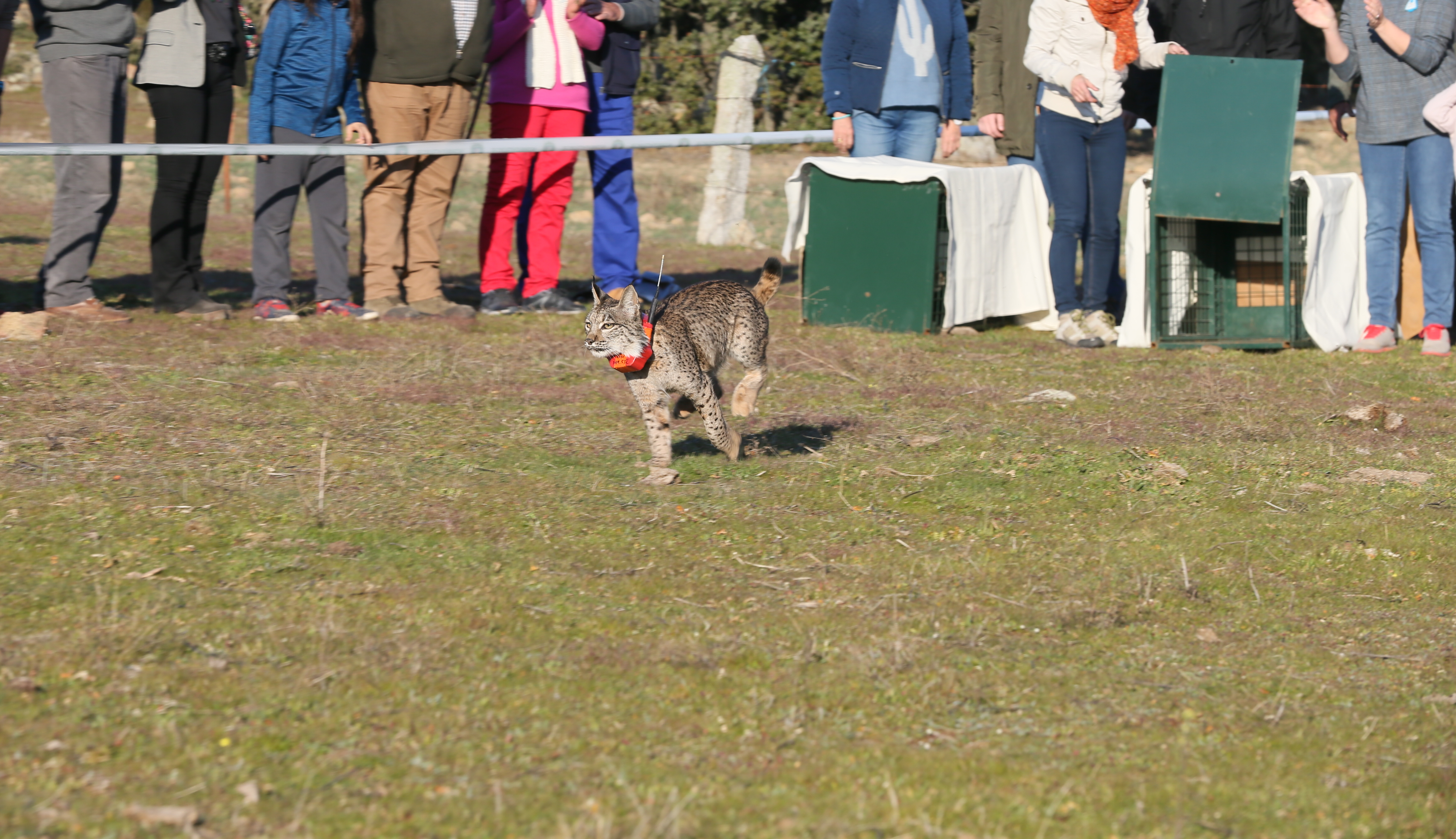
Suelta de linces en Menasalbas (2019).

Las poblaciones existentes a finales del siglo XX probablemente se encuentran desaparecidas (sierra de San Pedro, Villuercas y sierra de Gata en Extremadura, Sierra Morena Central y Occidental y algunos puntos de las Sierras Béticas de Jaén, Granada y Albacete). En conjunto, las poblaciones de Sierra Morena oriental y Doñana sumaban menos de doscientos ejemplares en 2005. Sin embargo, parece que la tendencia se invierte muy ligeramente, y en el año 2007 se estima la población en los dos principales núcleos citados anteriormente (únicos donde hasta ese momento se había confirmado su presencia estable y la reproducción) de entre doscientos quince y doscientos cincuenta ejemplares (50-53 en Doñana y el resto en Sierra Morena). En 2007, se localizaron unos quince ejemplares en Castilla-La Mancha y Extremadura, los primeros después de muchos años sin verse en estas regiones.
Tras un par de años con una población estancada en torno a trescientos treinta ejemplares en 2013 y 2014, el censo de 2015 indicó un aumento de la población en libertad que, gracias sobre todo a las reintroducciones, alcanzó los cuatrocientos cuatro ejemplares, de los cuales trescientos sesenta y uno se encuentran en Andalucía. Estos datos positivos se completan con la confirmación de la persistencia de las poblaciones fuera de Andalucía, en Portugal, Badajoz y los Montes de Toledo. Para el censo de 2016, la población continuó creciendo hasta alcanzar los cuatrocientos ochenta y tres ejemplares, de los cuales trescientos noventa y siete se hallan en Andalucía.
También parece que han empezado a repoblar la provincia de Alicante, donde no se avistaban ejemplares desde la década de 1950-60. También se han avistado ejemplares en el Altiplano de Yecla-Jumilla, Región de Murcia, donde se reinició  la reintroducción de linces en 2023.
Para 2023 (censo publicado en 2024), se constata la presencia de .2021 ejemplares en toda la Península, de los que 1.730 se encuentran en España, con Andalucía a la cabeza (755), y 291 en Portugal.

#### Número total de linces ibéricos salvajes

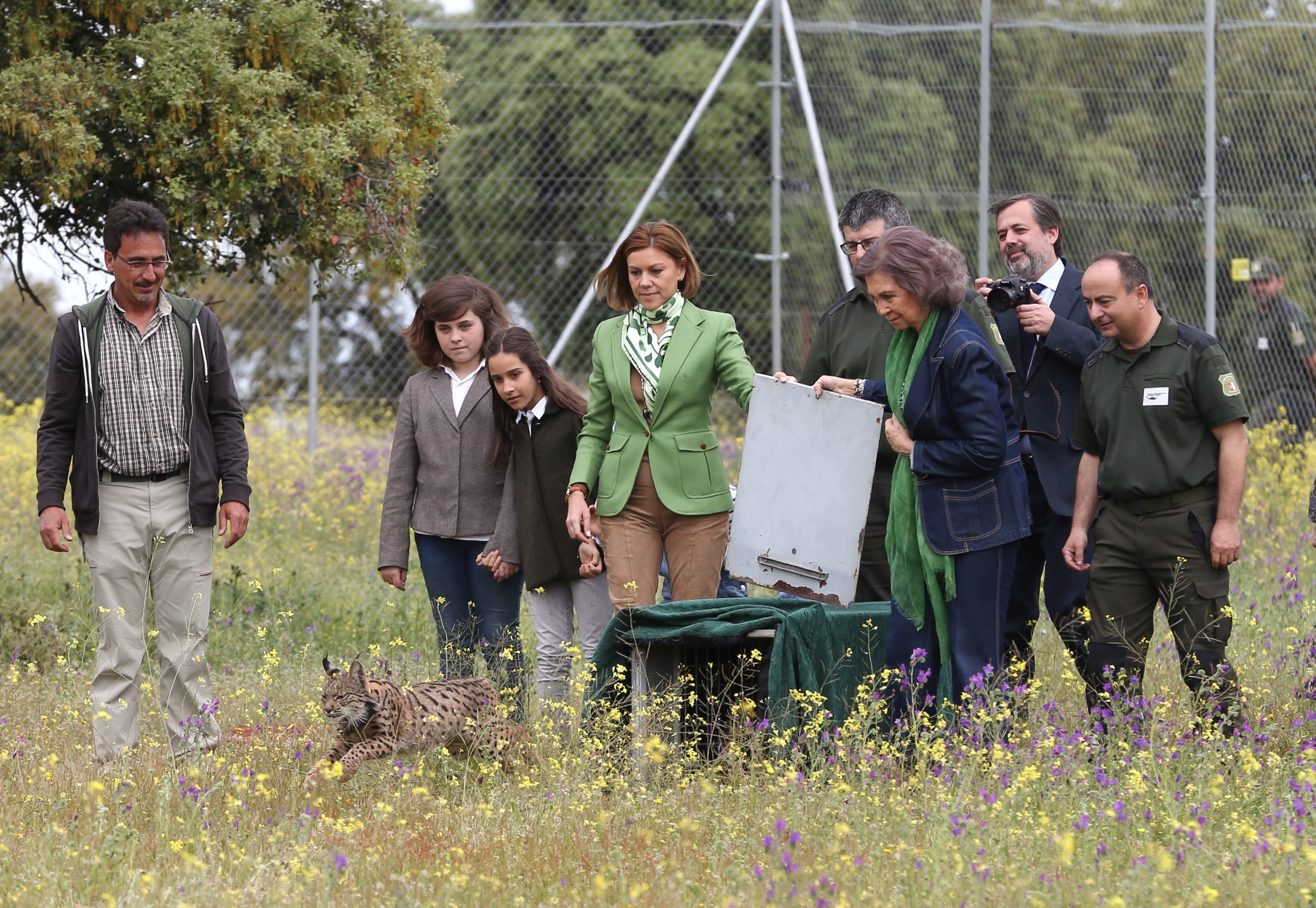
La reina Sofía y María Dolores de Cospedal participan en la suelta de un lince en una finca en Mazarambroz (provincia de Toledo).

| Año  | N.º total de linces ibéricos salvajes |
| ---- | ------------------------------------- |
| 1960 | 5000                                  |
| 1982 | 1100                                  |
| 1992 | 1035                                  |
| 1999 | 750                                   |
| 2005 | 150                                   |
| 2007 | 235                                   |
| 2012 | 312                                   |
| 2014 | 327                                   |
| 2015 | 404                                   |
| 2016 | 475                                   |
| 2017 | 589                                   |
| 2019 | 856                                   |
| 2020 | 1111                                  |
| 2021 | 1340                                  |
| 2022 | 1365                                  |
| 2023 | 1668                                  |
| 2024 | 2021                                  |

## Hábitat
El lince ibérico se encuentra en el bosque y matorral mediterráneo, en zonas muy restringidas de la península ibérica. En España en muy pocas áreas, bien conservadas y aisladas de la actividad humana, mientras que en Portugal, su población se encuentra en aumento, especialmente en el espacio protegido del Valle del Guadiana. Este tipo de hábitat le proporciona refugio y pastos abiertos para cazar conejos, que suponen el 90 % de su dieta.
En Portugal se están haciendo esfuerzos denodados para la recuperación del hábitat del lince, como en la reserva natural de la Sierra de la Malcata.
El tamaño del territorio que necesita cada ejemplar está condicionado por la abundancia de presas potenciales, pero como media, un lince ocupa unos 10 km². En zonas ricas en alimento, el territorio del lince será algo menor que en zonas pobres. Dentro de este territorio suelen existir distintas residencias vitales para el lince, como las zonas de monte bajo para el descanso y las zonas de campeo, donde el lince estará en activo, y que coinciden con las de máxima densidad de conejos.
Las preferencias examinadas del hábitat del lince en el área de Doñana, incluyendo el parque y los alrededores, revelan que el lince está generalmente ausente en las tierras de cultivo y en plantaciones de árboles exóticos (eucalipto y ciertos pinos), donde también escasean los conejos. En el parque, la radiotelemetría muestra que más del 90 % de los puntos de reposo del día usados por el lince se localizan dentro del matorral denso. El lince se encuentra principalmente entre los 400 y 900 m sobre el nivel del mar, pero este intervalo puede extenderse hasta los 1600 m.

## Comportamiento

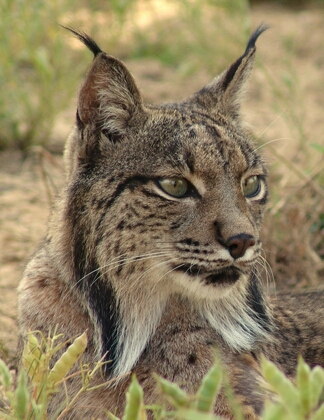
Lince ibérico

En la mayoría de los casos, el lince ibérico vive de manera solitaria y nómada, y es muy territorial, mostrándose más sociable en la época de celo. Es un ágil cazador. Se aproxima sigilosamente a la presa y salta sobre ella con rapidez. Menos frecuentemente espera oculto a que pase una presa.
Cuando las temperaturas máximas aumentan, los linces pasan más tiempo descansando, al contrario que cuando hay precipitaciones. Los linces juveniles son básicamente crepusculares y diurnos, con un aumento de su actividad nocturna después de su primer año de vida. Durante el invierno, los linces pueden tener actividad durante las veinticuatro horas del día, contrastando con sus hábitos casi estrictamente nocturnos en verano.
Un estudio de radiotelemetría en el parque nacional del Coto de Doñana mostró linces principalmente nocturnos, con la actividad concentrada en el crepúsculo, y cuando los animales se movían de sus lugares de reposo diurnos hacia los de caza nocturna. El recorrido diario realizado fue como promedio de siete kilómetros, con los machos viajando generalmente más lejos que las hembras.

### Alimentación

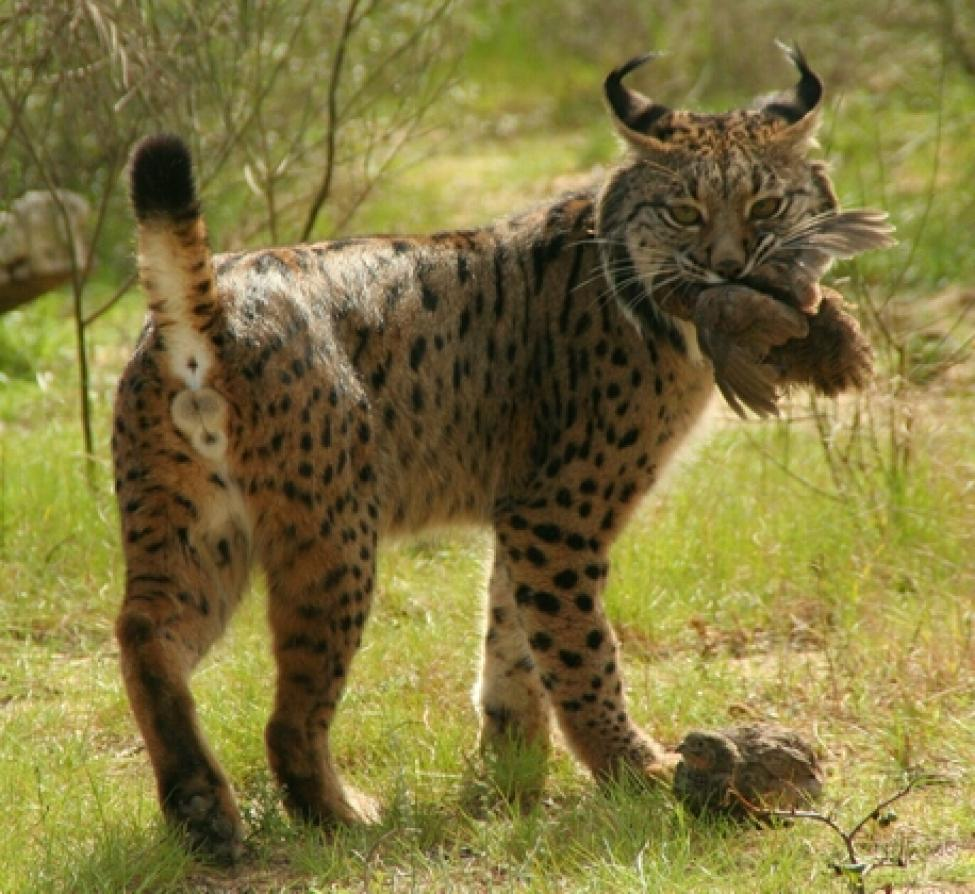
Lince ibérico comiendo un pájaro.

El lince ibérico es el único carnívoro considerado especialista en la caza de conejos. Esta especie le aporta del 80 al 90 % de su alimentación. También consume anátidas, ungulados, perdices, pequeños mamíferos y otras aves. La aparición de estas presas en su dieta depende de la época del año, de la disponibilidad de presas y de la zona.
Por el peso, el 93 % de la presa del lince ibérico durante la estación del verano está compuesto por conejos, que sufren en determinada época la mixomatosis. La proporción de conejos en la dieta disminuye levemente en los meses del invierno, cuando el número de conejos están en un punto bajo anual. En este tiempo, cazan cervatillos y muflones juveniles. En las marismas del Coto de Doñana, a lo largo de la costa sudoccidental española, los patos son un recurso alimenticio estacional importante desde marzo a mayo, durante la época de cría. Las necesidades energéticas del lince ibérico se ha estimado que equivalen a aproximadamente un conejo por día.

### Reproducción

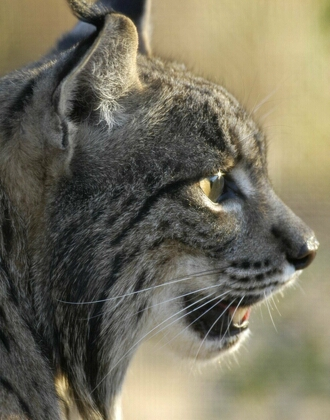
Perfil de un lince ibérico.

La época del celo comienza entre enero y febrero, adelantándose en las regiones meridionales desde finales del mes de diciembre hasta mediados del mes de febrero. El lince, a pesar de ser un animal de hábitos solitarios, en esta época del año suele permanecer con su pareja.
Eligen las madrigueras en lugares bien protegidos y escondidos como roquedos o árboles huecos. La gestación dura de sesenta  y cinco a setenta  y dos días, de lo que se deduce que la época del nacimiento se sitúa entre los meses de marzo y abril. Las camadas suelen constar de una a cuatro crías, siendo lo más habitual dos cachorros. A las cuatro semanas la madre lince cambia de madriguera, y a los dos meses los cachorros son capaces de acompañar a su madre en las cacerías. Estos son independientes a los siete o doce meses (más o menos cuando la hembra entra de nuevo en celo) y permanecen en su territorio natal hasta los veinte meses. Suelen sobrevivir a la independencia entre uno y dos linces por hembra.
Las hembras pueden criar en su primer invierno, pero la época de la primera reproducción depende de factores demográficos y ambientales. En una población de alta densidad, como la de Doñana, la edad en la primera reproducción depende de cuando una hembra adquiere un territorio. Esto ocurre normalmente debido a la muerte o a la expulsión de un residente. Es posible que una hembra no se reproduzca hasta transcurridos cinco años de edad, y solamente cuando su madre muera y adquiera un territorio se reproducirá (lo que no favorece la repoblación del lince). Suelen vivir unos trece años, siendo fecundos hasta los diez años.

## Estado de conservación

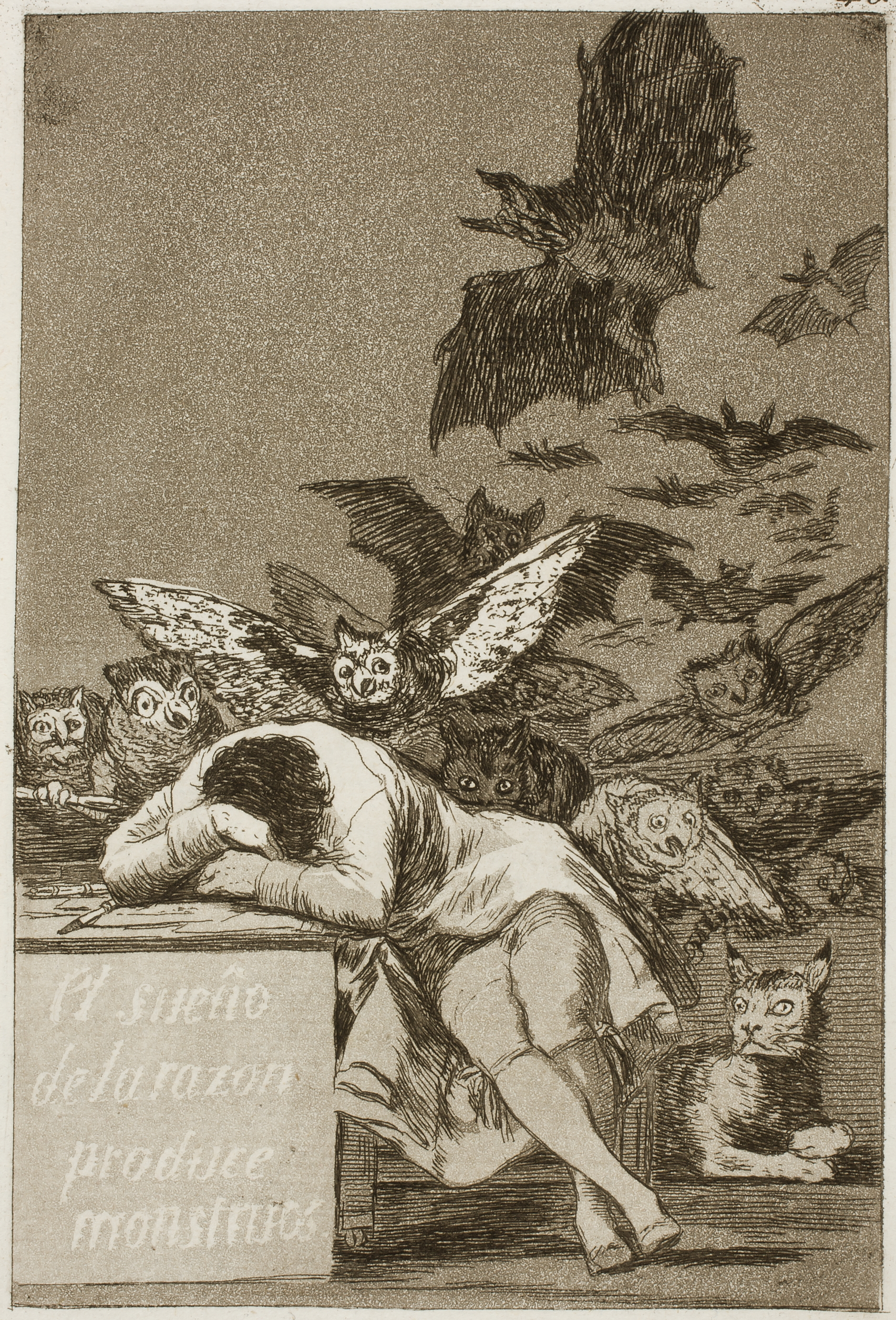
El sueño de la razón produce monstruos de 1799 del pintor español Francisco de Goya con un lince ibérico al fondo. Por entonces el lince estaba distribuido por toda la península ibérica.

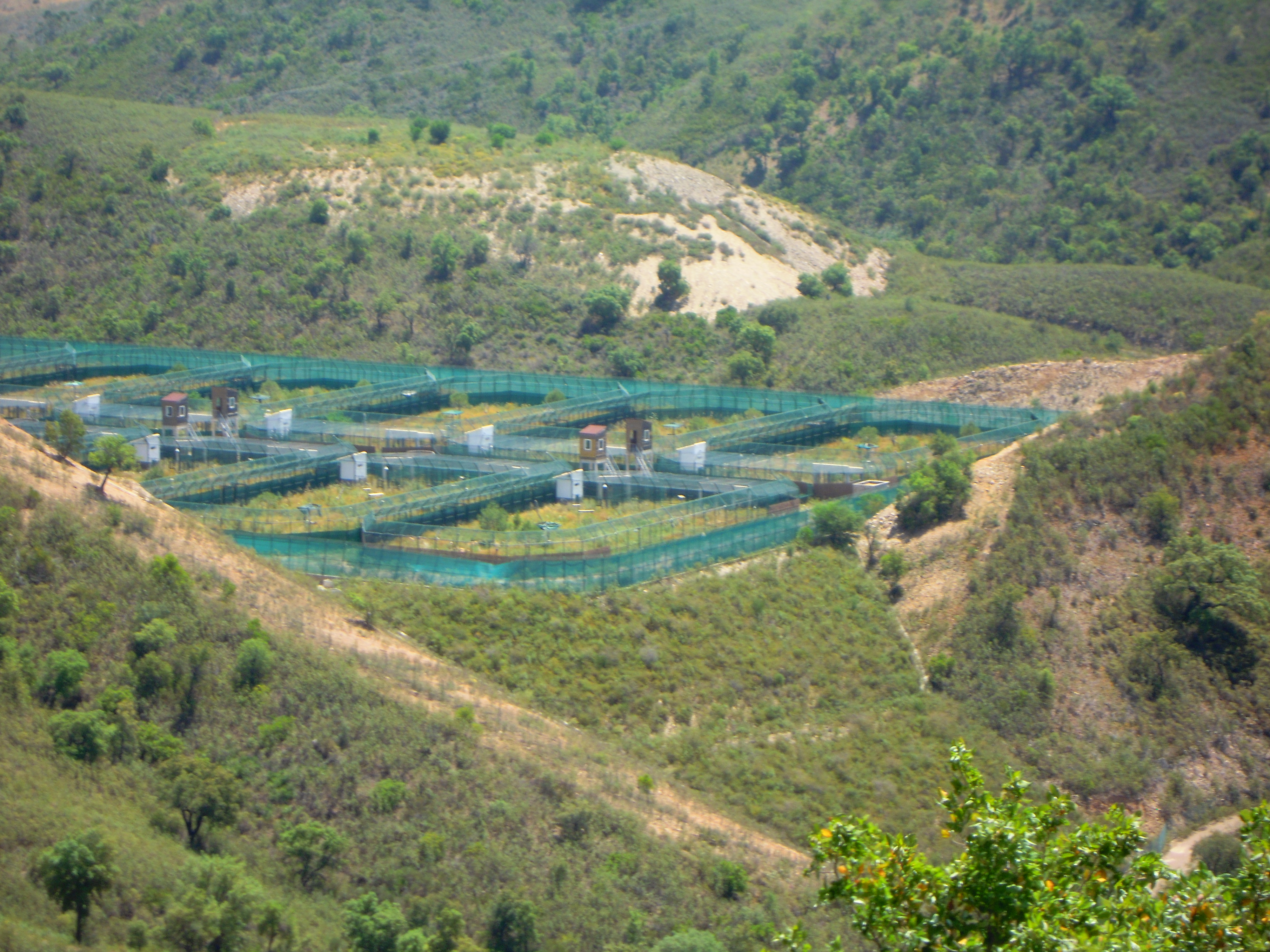
El Centro Nacional de Reproducción de Lince Ibérico en Silves (Portugal).

La distribución del lince ibérico se ha restringido desde toda la península ibérica y el Mediodía francés, donde estaba presente hasta el siglo XIX, a muy pocas zonas de la península ibérica en el siglo XXI. Durante el Pleistoceno las poblaciones europeas de conejo migraron hacia el sur y una importante población se refugió en la península ibérica. Hoy[¿cuándo?] la especie que ocupa esta área alcanza la mitad de la talla de sus congéneres de Europa central.
La península ibérica es la única parte de la región paleártica que posee una relativamente alta densidad de lagomorfos (conejos), similar a la encontrada en Norteamérica, donde hay espacio para dos especies de linces cazadores de lagomorfos: el bobcat o lince rojo (Lynx rufus) y el lince canadiense (Lynx canadensis).
El efectivo total del lince ibérico, incluyendo subadultos pero no las crías, no excedía probablemente de mil doscientos a principios de la década de 1990, con solamente cerca de trescientos cincuenta hembras reproductoras. La población se vio reducida en los últimos diez años del siglo XX en más de un 70 %. Llegando incluso a estimarse por debajo de los 100 ejemplares en su momento más crítico. Sin embargo, gracias al trabajo de conservación realizado desde principios de la década de los 2000 la población ha ido aumentando suave pero continuamente en un primer momento hasta censarse en 300 ejemplares (2014) y doblándose su población en tan solo cuatro años hasta alcanzar los 600 ejemplares en 2018. Es en este año cuando todo cambia con los buenos resultados de las reintroducciones en Portugal, Castilla-La Mancha y Extremadura que han hecho aumentar exponencialmente la población hasta estimarse en 1668 los ejemplares totales en 2022 correspondiente al último conteo realizado. De hecho, se está estudiando ya la reintroducción al norte del Sistema Central en Castilla y León concretamente en los Cañones del Duero de Zamora y la comarca del Cerrato en Palencia. Se estima que para que la población sea estable serían necesarios 3000-3500 ejemplares. 
El lince ibérico fue declarado especie en peligro en 1986 por el centro de seguimiento de la UICN. Este estatus se mantuvo en las revisiones periódicas de este organismo hasta 2002 en que se cambió a una categoría de mayor amenaza, en peligro crítico. Es la única especie de felino catalogada en esta categoría de la Lista Roja de la UICN. En 2015 fue reclasificado a "en peligro", dejando de pertenecer a la categoría de "en peligro crítico".
El objetivo marcado por la estrategia nacional del lince ibérico era que, esta especie, lograse alcanzar la categoría de "Vulnerable", algo que por los últimos censos y su tendencia se alcanzó en el año 2023, ya que en la revisión de ese año, en la Lista Roja de la UICN el lince ibérico ha pasado de ser una especie "en peligro" a la categoría de "vulnerable".
El lince ibérico está incluido en la Directiva Hábitats (Anejos I, II*, IV), en el Convenio de Berna: (Anejo II) y en el Convenio CITES (Anejo I).
En España está categorizada como En Peligro de extinción desde el 5 de abril de 1990 en el Catálogo Nacional de especies amenazadas (RD 439/1990), y En Peligro crítico en el Libro Rojo Nacional.
También está incluida en los Catálogos Regionales de Cataluña (Categoría: A. Anexo II), Navarra (Extinguida), Castilla-La Mancha, Región de Murcia y Comunidad de Madrid (En peligro de extinción).

### Amenazas

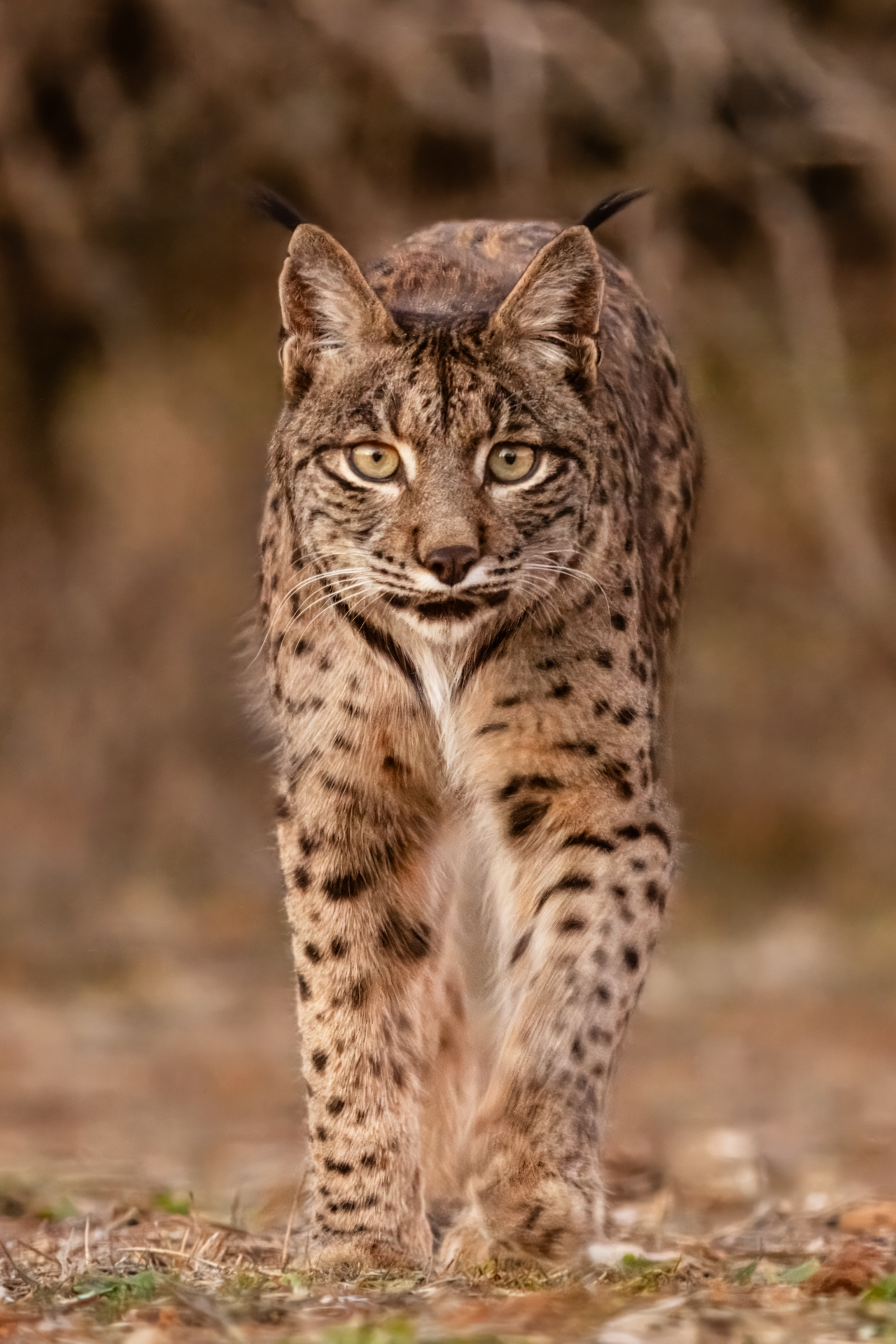
Ejemplar de lince ibérico.

Las principales amenazas sobre la especie son de origen antrópico, destacando los atropellos con vehículos de motor (76,19%), además de la persecución ilegal. Las tres causas de mortalidad que sobresalen entre las detectadas en 2023 son:
- Atropellos en carreteras y en otras infraestructuras lineales.
- Causas naturales (patologías principalmente, seguidas de peleas conespecíficas).
- Accidentes en infraestructuras de almacenamiento de agua.
Desde el año 2000, han muerto en Doñana 57 linces, veinticuatro de los cuales fueron atropellados. El índice de mortalidad es alto en las carreteras que unen Matalascañas con las poblaciones cercanas, donde murieron 8 animales en la última década. La cifra es elevada si se tiene en cuenta que el número de linces que habitan en el parque no supera el medio centenar. Cuatro de cada diez linces atropellados mueren en estas carreteras, ya que la vía atraviesa una de las zonas que utilizan los linces para sus desplazamientos.
Está amenazado por la tuberculosis, persecución y caza de su especie y de sus presas. La reducción de las poblaciones de conejo como consecuencia de la mixomatosis, neumonía vírica, así como la ganadería intensiva, con la consiguiente sobreexplotación del estrato herbáceo, que limita a su vez las poblaciones de conejos y repercute en los linces ibéricos es también una amenaza a tener en cuenta. Para evitar atropellos se han instalado ecoductos
Una especie cuyos ejemplares están distribuidos únicamente en poblaciones mínimas encuentra su principal amenaza en la fragmentación de su área de distribución por construcción de infraestructuras, lo que provoca que las poblaciones se separen paulatinamente unas de otras hasta llegar a estar totalmente incomunicadas, fragmentadas y aisladas por barreras de distintos tipos que impiden el intercambio genético entre poblaciones. Este es un claro ejemplo de fragmentación de área.
Problemas comunes a muchas otras especies que provocan la pérdida de hábitat, como los incendios forestales, la urbanización del medio natural y las reforestaciones inadecuadas con especies de crecimiento rápido (pino y eucalipto) que son incompatibles por razones de alelopatía con el desarrollo del matorral tienen graves consecuencias cuando afectan a las zonas ocupadas por estas poblaciones.

### Programa de cría en cautividad

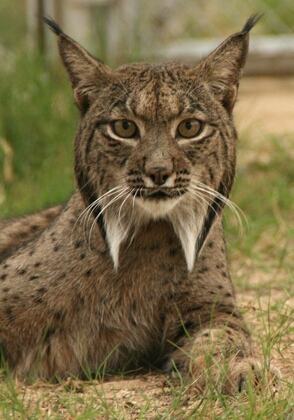
Ejemplar en un programa de cría en cautividad.

Las dos metas principales del Programa de cría en cautividad consisten en asegurar a corto plazo la conservación del material genético de la especie y crear, a medio y largo plazo, nuevas poblaciones de lince ibérico a través de programas de reintroducción.
Esto implica el mantenimiento de sesenta reproductores en cautividad, cuyos cruces se seleccionarán de modo óptimo para evitar la endogamia, así como la preparación de animales para su reintroducción a partir del año 2010. Para cubrir debidamente las necesidades de espacio del Programa de Cría, será necesario incorporar centros adecuados para la reproducción y el mantenimiento de ejemplares de lince ibérico.
El programa de cría se desarrolla en la actualidad en el Centro de cría de El Acebuche (en el parque nacional y natural de Doñana), con capacidad para once ejemplares y en el Zoobotánico Jerez, con siete instalaciones de diferentes tamaños que pueden ser utilizadas como cuarentena, para mantenimiento de cachorros o para albergar tanto a cachorros o jóvenes como a ejemplares subadultos. El zoo tiene previsto construir dos instalaciones para ejemplares reproductores, según informa el Boletín de Plan de Cría en Cautividad del Lince que elabora el equipo de protección de esta especie en peligro de extinción.

#### Resultados del programa
Después de cuatro temporadas consecutivas de reproducción en el Acebuche, en el programa han sobrevivido veinticuatro linces nacidos en cautividad. A estos se suman veintiocho provenientes de la naturaleza de tal manera que en julio de 2008 contaba ya, después de la incorporación de algunos jóvenes capturados en el campo, procedentes de camadas numerosas y por tanto con pocas expectativas de supervivencia, con cincuenta y dos ejemplares, repartidos en tres centros, El Acebuche, la Olivilla.

## Trabajo publicado en la revistaMolecular Ecology
Según un trabajo publicado el año 2011 en la revista Molecular Ecology, los linces ibéricos solo tienen un linaje genético, una escasez de diversidad del ADN que se da también en otras especies de félidos como los guepardos o los leones del cráter de Ngorongoro en Tanzania. Según investigadores españoles, su número ha sido siempre escaso debido a su excesiva especialización predadora, restringida prácticamente a una única especie: los conejos.